# Sing It All Away
Sing It All Away è il quarto album in studio del gruppo musicale canadese Walk off the Earth, pubblicato nel 2015.

## Tracce
1. Rule the World – 3:24
2. I'll Be Waiting – 3:46
3. Home We'll Go – 3:09
4. Hold On (The Break) – 3:27
5. Boomerang – 3:29
6. Sing It All Away – 3:32
7. Climb Out Your Window – 3:02
8. California Trees – 3:15
9. Alright – 3:06
10. Heart Is a Weapon – 3:10
11. We Got Love – 3:39
12. Home We'll Go (Take My Hand) (feat. Steve Aoki) – 5:07